# Jeannine Gramick
Jeannine Gramick (Filadelfia, 1942) es una activista, matemática y monja católica estadounidense. Es defensora de los derechos de lesbianas, gais, bisexuales y transexuales, reforzada tal situación por ser cofundadora del Ministerio Nuevos Caminos (en inglés estadounidense: New Ways Ministry).

## Carrera
Nació en Filadelfia, en el seno de una familia católica de origen polaco. Se educó en escuelas primarias y medias católicas. En 1960, se mudó a Baltimore para unirse a la Hermanas de la Escuela de Notre Dame, enseñando matemática en escuelas medias católicas, en la década de 1960. Más tarde, fue profesora asociada de matemática en la Universidad Notre Dame de Maryland, a principios de los 1970s.
En 1969, se graduó en matemática con un M.Sc. por la Universidad de Notre Dame; y, en 1975, defendió su tesis de Ph.D. por la Universidad de Pensilvania.
Comenzó tres capítulos de Dignity USA en Baltimore, Washington D. C., y en Filadelfia, así como la "Conferencia para Lesbianas Católicas". Gramick es cofundadora de Ministerio de nuevos Caminos con el Hno. Robert Nugent, que pertenece a un ministerio de defensa y justicia para lesbianas, gays, bisexuales y transgénero católicos.
Muchas publicaciones escritas y editadas por Gramick, explican sus posiciones y ministerio, incluyendo:
- "Homosexuality and the Catholic Church" ("La homosexualidad y la Iglesia católica"),

- "Homosexuality in the Priesthood and Religious Life" ("La homosexualidad en el sacerdocio y la vida religiosa"),

- "The Vatican and Homosexuality" ("El Vaticano y la homosexualidad"),

- "Voices of Hope: A Collection of Positive Catholic Writings on Lesbian/Gay Issues" ("Voces de esperanza: una colección de católicos positivos").

Y, escritos sobre temas de lesbianas / gays. Es coautora con el Hno. Robert Nugent de:
- "Building Bridges: Gay and Lesbian Reality and the Catholic Church" ("Construyendo puentes: la realidad de gays y lesbianas y la iglesia católica").[5]

- "Building Bridges" (traducido al italiano, y publicado como:
- "Anime Gay: Gli omosessuali e la Chiesa cattolica" (ed. Riuniti, Roma, 2003).[3]

Ha servido en los consejos de la Asamblea Nacional de Religiosas, la Red Religiosa de Igualdad para las Mujeres, el Fondo de Educación y Defensa Legal Lambda, el Conferencia de Ordenación de Mujeres y la Coalición Nacional de Monjas estadounidenses.
El documental "In Good Conscience: Sister Jeannine Gramick's Journey of Faith" ("En buena conciencia: el viaje de fe de Sor Jeannine Gramick"), por Barbara Rick, detalla las décadas de ministerio de Gramick con la comunidad LGBT y las controversias con la Santa Sede. La película narra su historia real, quien desafía un edicto de la Santa Sede, en el sentido de que debió cerrar su ministerio compasivo a los católicos homosexuales y lesbianas, y se silencia a sí misma permanentemente sobre el tema de la homosexualidad. Su batalla la llevará hasta Roma, donde intenta una audiencia con el cardenal Joseph Ratzinger, que más tarde se convertiría en el papa Benedicto XVI.

## Controversias
Durante un tiempo, se hizo amiga de un homosexual, y comenzó a ofrecer atención pastoral a lesbianas y gays. Organizó servicios para personas con orientación homosexual que habían abandonado la Iglesia Católica, porque rechazaron la actitud de su iglesia hacia la homosexualidad. En su trabajo, comenzó a conocer este tema, con amor y devoción y a transmitir que la Iglesia Católica continúa invitándola como miembro de la Iglesia. Además, Gramick posteriormente ayudó a tres organizaciones dirigidas a personas católicas LGBT. 
Las actividades de Gramick no han sido sin controversia. En 1984, debido a las supuestas ambigüedades en su presentación de la enseñanza de la iglesia sobre la homosexualidad, el arzobispo de Washington le prohibió participar en cualquier actividad pastoral con respecto a las personas homosexuales en la arquidiócesis.
Al mismo tiempo, la "Congregación del Vaticano para los Institutos de Vida Consagrada y para las Sociedades de Vida Apostólica" les ordenaron a ella y al Padre Robert Nugent se separasen del "New Ways Ministry" ("Ministerio de Nuevas Formas") y declaró que no debían dirigir ningún cuidado pastoral de las personas homosexuales sin presentar fielmente las enseñanzas de la Iglesia sobre la homosexualidad. En 1988, el Vaticano abrió una investigación sobre ella y el Padre Nugent. Las actividades de Nugent, que después de la publicación de sus libros y los posibles errores doctrinales contenidos en ellos, se transfirieron en 1995 a la Congregación para la Doctrina de la Fe (CDF). En 1999, después de un diálogo escrito con ella y el padre Nugent, la FCD emitió una notificación pública, de que los escritos y las actividades de los dos autores eran doctrinalmente inaceptables y no pudieron presentar correcta y completamente la enseñanza católica sobre la homosexualidad; y, les prohibieron permanentemente de cualquier trabajo pastoral con personas homosexuales.
En el año 2000, su congregación religiosa, las Hermanas de la Escuela de Notre Dame, le dijo que dejara de hablar públicamente sobre el tema de la homosexualidad. Gramick rechazó la solicitud y declaró públicamente: 

"Elijo no colaborar en mi propia opresión al restringir un derecho humano básico [hablar]".

 Después de esto, se trasladó a la Congregación de las Hermanas de Loretto, otra congregación de religiosas católicas que apoya su ministerio de educación y defensa en nombre de la comunidad LGBT.
En 2014, fue signataria de una carta abierta al presidente Obama, instándolo a ampliar la financiación de los servicios de aborto en EE. UU. en casos de violación, incesto y peligro para la vida en países extranjeros, actualmente prohibida por la ley de EE. UU. por la Enmienda de Helms.
En abril de 2015, el obispo Peter Jugis le prohibió hablar en la Diócesis de Charlotte. Un portavoz de la diócesis, en nombre del obispo Jugis, declaró: "No vamos a tener a alguien que se oponga a la enseñanza católica, y enseñando en una diócesis católica" El evento titulado "Acogiendo con beneplácito a las personas LGBT y sus familias en comunidades de fe" se programó en la Iglesia Católica de San Pedro, antes de que interviniera el obispo.